# Соломоплетіння

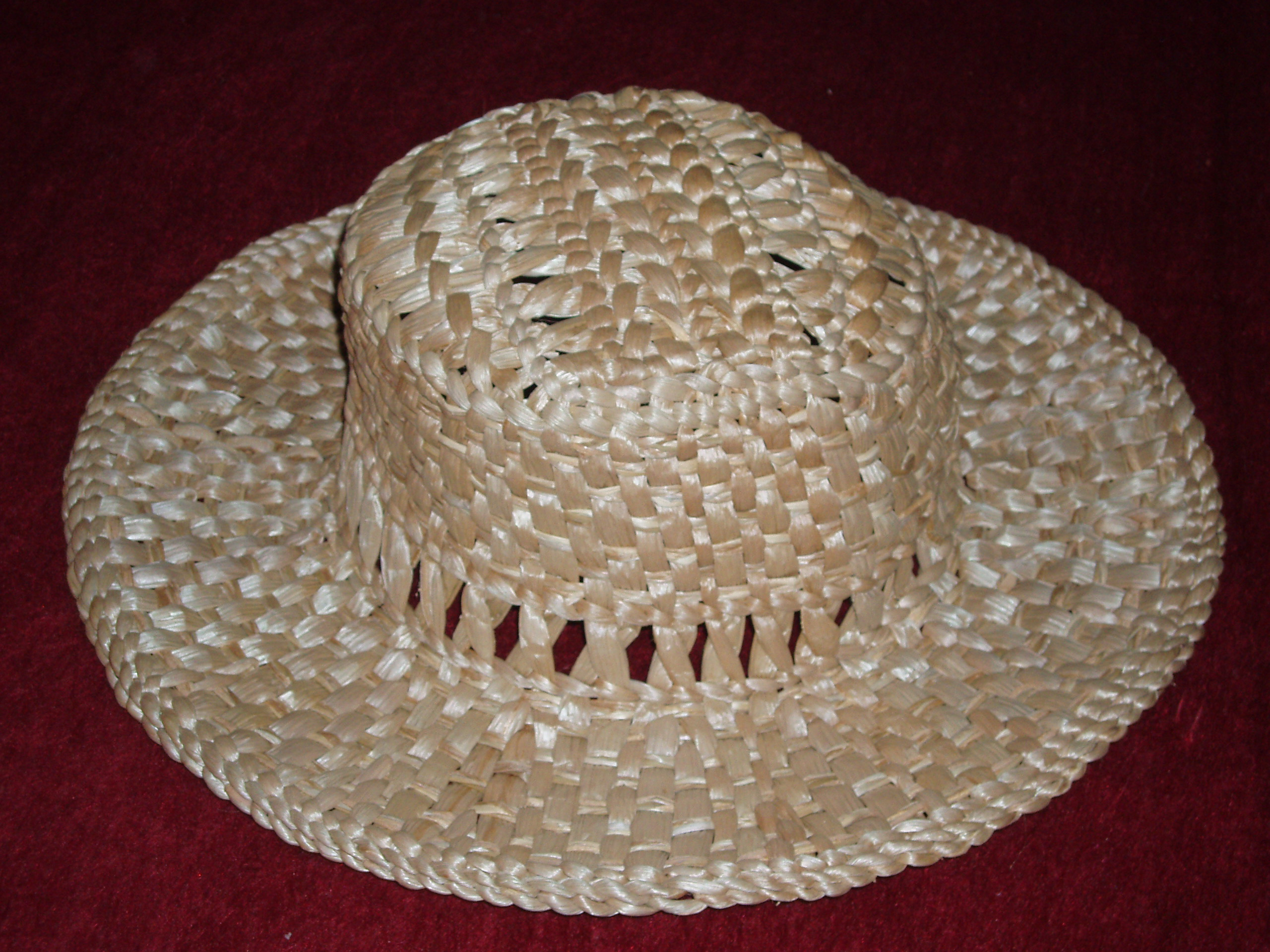
Український бриль з Сорочинського ярмарку, 2008

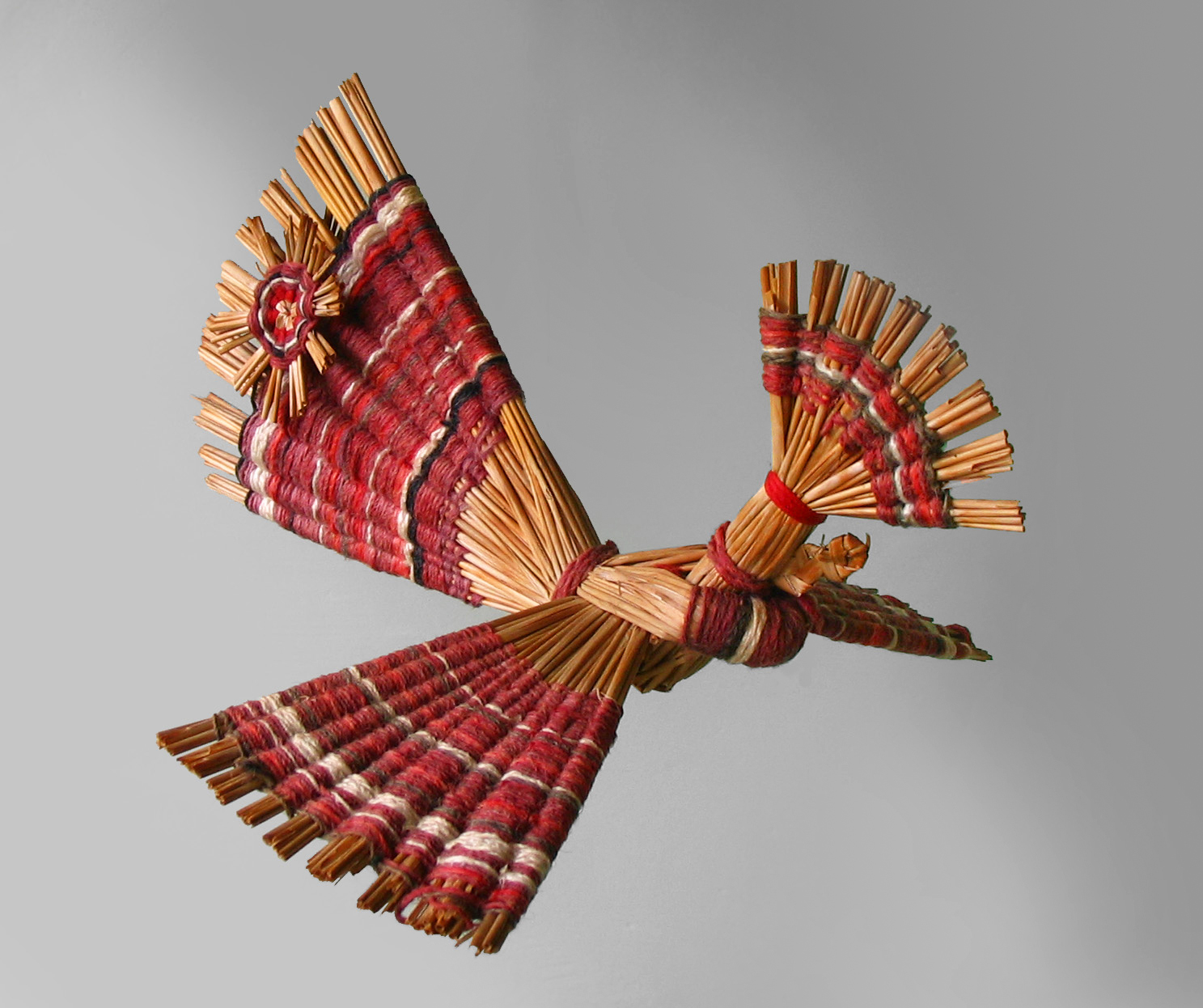
Білоруська солом'яна іграшка

Соломоплетіння — метод виготовлення текстильних виробів шляхом плетіння соломи та галузь промисловості, пов'язана з виробництвом цих солом'яних виробів. Солома може бути сплетена для різних цілей, зокрема: для покриття дахів, для створення матеріалу для виготовлення паперу, для прикрашання невеликих поверхонь «солом'яною мозаїкою», для плетіння килимків для дверей і столів, матраців, а також для плетіння легких кошиків і створення штучних квітів. Солома також плететься для виготовлення капелюхів і шапок.
Використання соломи злакових рослин для виготовлення предметів домашнього вжитку відноситься до того історичного періоду коли людиною було освоєно землеробство. Потреба в речах, сплетених з цього доступного матеріалу, обумовила те, що з покоління в покоління передавалися і вдосконалювалися ремісничі й художні традиції народного соломоплетіння.

## В Україні
Ремесло соломоплетіння поширене практично в кожній області України. Серед українських майстрів плетіння можна назвати Марію Кравчук з села Туличів на Волині.
У 2022 році традицію соломоплетіння у Турійському районі Волинської області внесено до Національного переліку елементів нематеріальної культурної спадщини України.

## В Білорусі
Плетіння соломи — старовинне народне ремесло Білорусі. У 2022 році воно було включено до Репрезентативного списку нематеріальної культурної спадщини людства ЮНЕСКО.